# Anis (chanteur)
Pour les articles homonymes, voir Anis.
Anis Kachohi, ou simplement Anis, est un chanteur de chanson française, jazz, blues, reggae francais d’origine russe et marocaine, né le 27 mars 1977 à Pontoise.

## Biographie
Né d'une mère russe et d'un père marocain, il grandit dans la campagne du Vexin, avant que sa famille ne s'installe, alors qu'il est âgé de 8 ans, en banlieue parisienne, à Cergy.
Adolescent, il écoute beaucoup de blues et de chanson française : Tom Waits, Bo Diddley, John Lee Hooker, Billie Holiday, Édith Piaf et Colette Magny[source secondaire souhaitée]. Il écoute aussi beaucoup de rap[source secondaire souhaitée].
Au printemps 2003, il enregistre son premier album au studio Gang à Paris. Cet album présente des textes autobiographiques, sombres et toutefois empreints d'autodérision[source secondaire souhaitée]. La musique est un mélange de ses influences soul, reggae et blues[source secondaire souhaitée].
En avril 2006, il est nommé parmi les coups de cœur de l'Académie Charles-Cros et pour le programme Chroniques lycéennes-Prix Charles Cros des lycéens 2007[source secondaire souhaitée]. 
En avril 2008 Anis entre en studio et ouvre son blog[pertinence contestée]. En octobre 2008, sortie de son troisième album, Rodéo Boulevard.
Il a signé une pétition en faveur de la loi Hadopi, mais a changé d'avis plus tard[source insuffisante].
De 2010 à 2015, Anis fait de rares apparitions pour des petits concerts sur l’île de La Réunion où il habite[source secondaire souhaitée].
En décembre 2015, Anis annonce le début d'une nouvelle tournée puis un nouvel album prévu pour fin 2016.